# Gornja vas, Zreče
Gornja vas je naselje v Občini Zreče. Ustanovljeno je bilo leta 1998 iz dela ozemlja naselja Stranice. Leta 2015 je imelo 60 prebivalcev.